# Pierre Turgeon
Pierre Julien Turgeon, född 28 augusti 1969, är en kanadensisk professionell ishockeycoach och före detta ishockeyspelare. Han draftades som etta totalt av Buffalo Sabres i NHL Entry Draft 1987 och spelade för New York Islanders, Montreal Canadiens, St. Louis Blues, Dallas Stars och Colorado Avalanche i National Hockey League (NHL). Turgeon valdes in i Hockey Hall of Fame 13 november 2023.

## Karriär
Turgeon debuterade i NHL med Buffalo Sabres säsongen 1987–88. Han gjorde 42 poäng på 76 matcher, vilket var mycket bra för en rookie i ligan. Säsongen därpå gjorde han hela 88 poäng, bäst i laget, och redan under sin tredje säsong nådde han 40-målsgränsen och gjorde 106 poäng. 
Inför säsongen 1991–92 blev Turgeon, tillsammans med Benoît Hogue, Uwe Krupp och Dave McLlwain, bortbytt till New York Islanders. Sabres fick Pat LaFontaine, Randy Wood och Randy Hillier i utbyte. Turgeon skulle göra tre säsonger i Islanders, däribland hans bästa i karriären; 1992–93 gjorde han 58 mål och 74 assist för totalt 132 poäng. 
Trots att han var en stjärna och publikfavorit bland New York-fansen, blev han bortbytt till Montreal Canadiens under säsongen 1994–95. Han var en del av en bytesaffär som skickade honom och Vladimir Malachov till Canadiens och Kirk Muller, Mathieu Schneider och Craig Darby till Islanders. 
I Canadiens gjorde han en hel säsong, för att under 1996–97 bli bortbytt till St. Louis Blues. I Blues minskade hans poängproduktion en del som en följd av skador, men han var fortfarande en av lagets största stjärnor. 
Inför säsongen 2001–02 skrev han på för Dallas Stars. Under de tre säsonger han spelade i Stars nådde han aldrig 50-poängsgränsen. 
Efter Lockouten, då Turgeon tog ett år ledigt från ishockeyn, skrev han på för Colorado Avalanche. Hans första år i Avalanche kan benämnas som klart godkänd då han noterades för 16 mål och 46 poäng på 62 spelade matcher. Han valde att lägga skridskorna på hyllan inför säsongen 2007–08 beroende på skador.
Pierre Turgeon fick ta emot Lady Byng Trophy 1993 för sportslighet och hög spelstandard. Han blev uttagen till All Star-matchen 1990, 1993, 1994 och 1996. Han är en av ett fyrtiotal spelare som har gjort över 500 mål i NHL.
Han är yngre bror till Sylvain Turgeon och far till Dominic Turgeon, båda har spelat respektive spelar i NHL.

## Statistik

### Klubbkarriär
| 1985–86    | Granby Bisons      | QMJHL      | 69   | 47  | 67  | 114  | 31  | —   | —  | —  | —  | —  |
| 1986–87    | Granby Bisons      | QMJHL      | 58   | 69  | 85  | 154  | 8   | 7   | 9  | 6  | 15 | 15 |
| 1987–88    | Buffalo Sabres     | NHL        | 76   | 14  | 28  | 42   | 34  | 6   | 4  | 3  | 7  | 4  |
| 1988–89    | Buffalo Sabres     | NHL        | 80   | 34  | 54  | 88   | 26  | 5   | 3  | 5  | 8  | 2  |
| 1989–90    | Buffalo Sabres     | NHL        | 80   | 40  | 66  | 106  | 29  | 6   | 2  | 4  | 6  | 2  |
| 1990–91    | Buffalo Sabres     | NHL        | 78   | 32  | 47  | 79   | 26  | 6   | 3  | 1  | 4  | 6  |
| 1991–92    | Buffalo Sabres     | NHL        | 8    | 2   | 6   | 8    | 4   | —   | —  | —  | —  | —  |
| 1991–92    | New York Islanders | NHL        | 69   | 38  | 49  | 87   | 16  | —   | —  | —  | —  | —  |
| 1992–93    | New York Islanders | NHL        | 83   | 58  | 74  | 132  | 26  | 11  | 6  | 7  | 13 | 0  |
| 1993–94    | New York Islanders | NHL        | 69   | 38  | 56  | 94   | 18  | 4   | 0  | 1  | 1  | 0  |
| 1994–95    | New York Islanders | NHL        | 34   | 13  | 14  | 27   | 10  | —   | —  | —  | —  | —  |
| 1994–95    | Montreal Canadiens | NHL        | 15   | 11  | 9   | 20   | 4   | —   | —  | —  | —  | —  |
| 1995–96    | Montreal Canadiens | NHL        | 80   | 38  | 58  | 96   | 44  | 6   | 2  | 4  | 6  | 2  |
| 1996–97    | Montreal Canadiens | NHL        | 9    | 1   | 10  | 11   | 2   | —   | —  | —  | —  | —  |
| 1996–97    | St. Louis Blues    | NHL        | 69   | 25  | 49  | 74   | 12  | 5   | 1  | 1  | 2  | 2  |
| 1997–98    | St. Louis Blues    | NHL        | 60   | 22  | 46  | 68   | 24  | 10  | 4  | 4  | 8  | 2  |
| 1998–99    | St. Louis Blues    | NHL        | 67   | 31  | 34  | 65   | 36  | 13  | 4  | 9  | 13 | 6  |
| 1999–00    | St. Louis Blues    | NHL        | 52   | 26  | 40  | 66   | 8   | 7   | 0  | 7  | 7  | 0  |
| 2000–01    | St. Louis Blues    | NHL        | 79   | 30  | 52  | 82   | 37  | 15  | 5  | 10 | 15 | 2  |
| 2001–02    | Dallas Stars       | NHL        | 66   | 15  | 32  | 47   | 16  | —   | —  | —  | —  | —  |
| 2002–03    | Dallas Stars       | NHL        | 65   | 12  | 30  | 42   | 18  | 5   | 0  | 1  | 1  | 0  |
| 2003–04    | Dallas Stars       | NHL        | 76   | 15  | 25  | 40   | 20  | 5   | 1  | 3  | 4  | 2  |
| 2005–06    | Colorado Avalanche | NHL        | 62   | 16  | 30  | 46   | 32  | 5   | 0  | 2  | 2  | 6  |
| 2006–07    | Colorado Avalanche | NHL        | 17   | 4   | 3   | 7    | 10  | —   | —  | —  | —  | —  |
| NHL totalt | NHL totalt         | NHL totalt | 1294 | 515 | 812 | 1327 | 452 | 109 | 35 | 62 | 97 | 36 |

### Internationellt
| År            | Lag           | Turnering     | Resultat      |   | Matcher | Mål | Assist | Poäng | Utv |
| ------------- | ------------- | ------------- | ------------- | - | ------- | --- | ------ | ----- | --- |
| 1987          | Kanada        | JVM           | DSQ           | 6 | 3       | 0   | 3      | 2     |     |
| Junior totalt | Junior totalt | Junior totalt | Junior totalt | 6 | 3       | 0   | 3      | 2     |     |